# Carahue
Carahue es una ciudad y comuna de la zona sur de Chile, de la provincia de Cautín en la región de la Araucanía, antiguamente conocida como La Imperial o Ciudad Imperial.

## Toponimia
Carahue proviene del mapudungún kara "fortificación", posiblemente derivado del quechua pucara, y por extensión ciudad o pueblo, y we "lugar", "lugar de la fortificación" o "lugar de la ciudad", en referencia a la antigua La Imperial.

Carahue.-—Fuerte situado en el departamento de Imperial por los 38° 39' Lat. y 73° 15' Lon. Está asentado en la margen norte del río Cautín á unos 20 kilómetros hacia el O. de la ciudad de Nueva Imperial y 35 al E. de la boca de ese río. Se estableció en 2 de febrero de 1882, en el antiguo asiento de la antigua Imperial, y se le dejó el nombre que los indios daban á ese paraje, que significa lugar en que hubo pueblo.
Francisco Solano Asta-Buruaga y Cienfuegos, Diccionario Geográfico de la República de Chile (1897) 

## Historia

### Antigua Imperial (1551-1600)

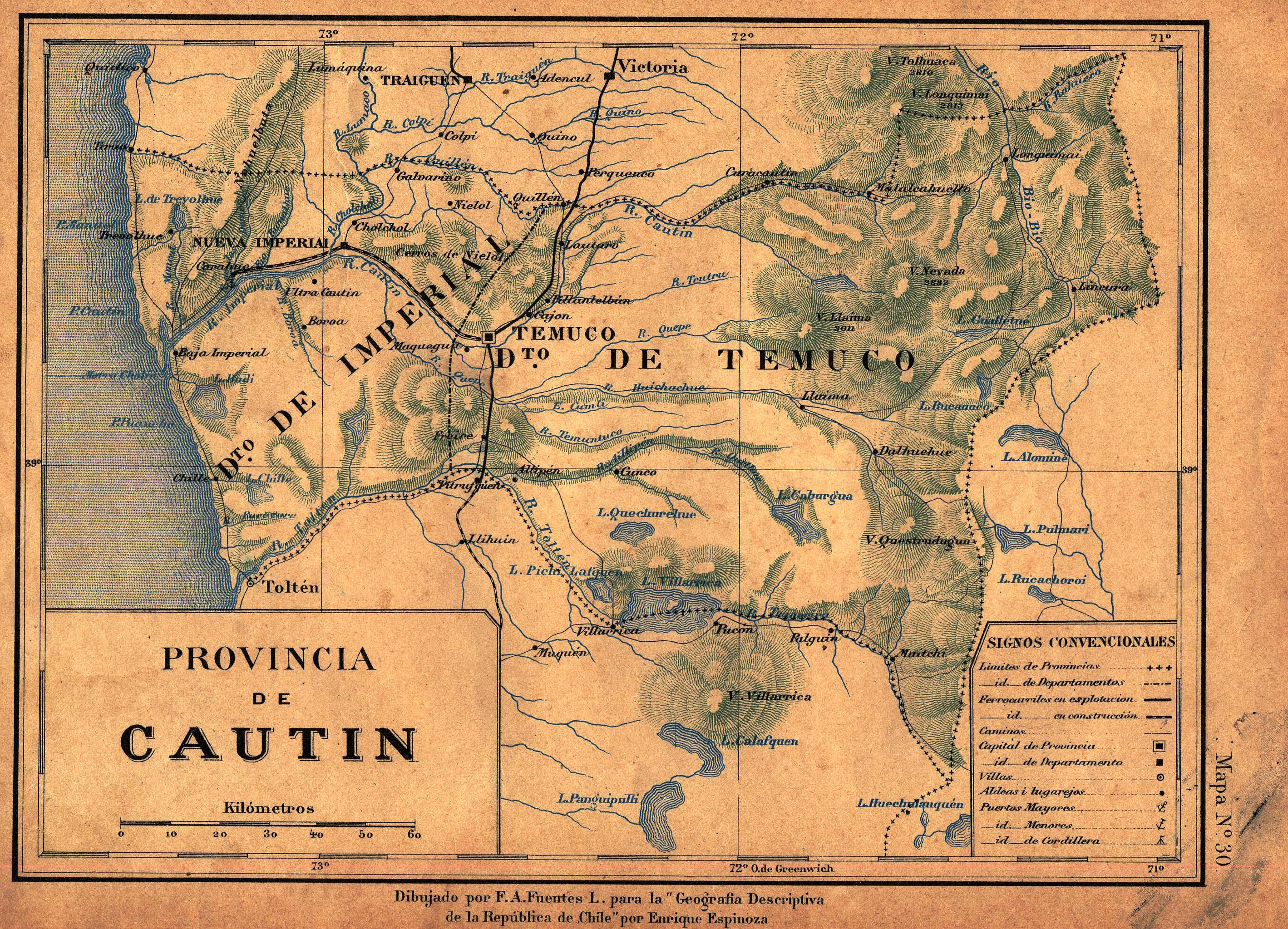
Mapa de colonización de la provincia de Cautín (1897).

La ciudad fue fundada con el nombre de La Imperial por don Pedro de Valdivia en el año 1551 sobre una colina frente el río Imperial. Esta ciudad estaba ubicada en medio de los asentamientos mapuches producto de lo cual se produjeron grandes batallas, entre las que participó Alonso de Ercilla escritor de "La Araucana". La Imperial fue evacuada y abandonada en el año 1600 debido al levantamiento indígena general tras la batalla de Curalaba en 1598.

### Carahue (desde 1882 hasta la actualidad)

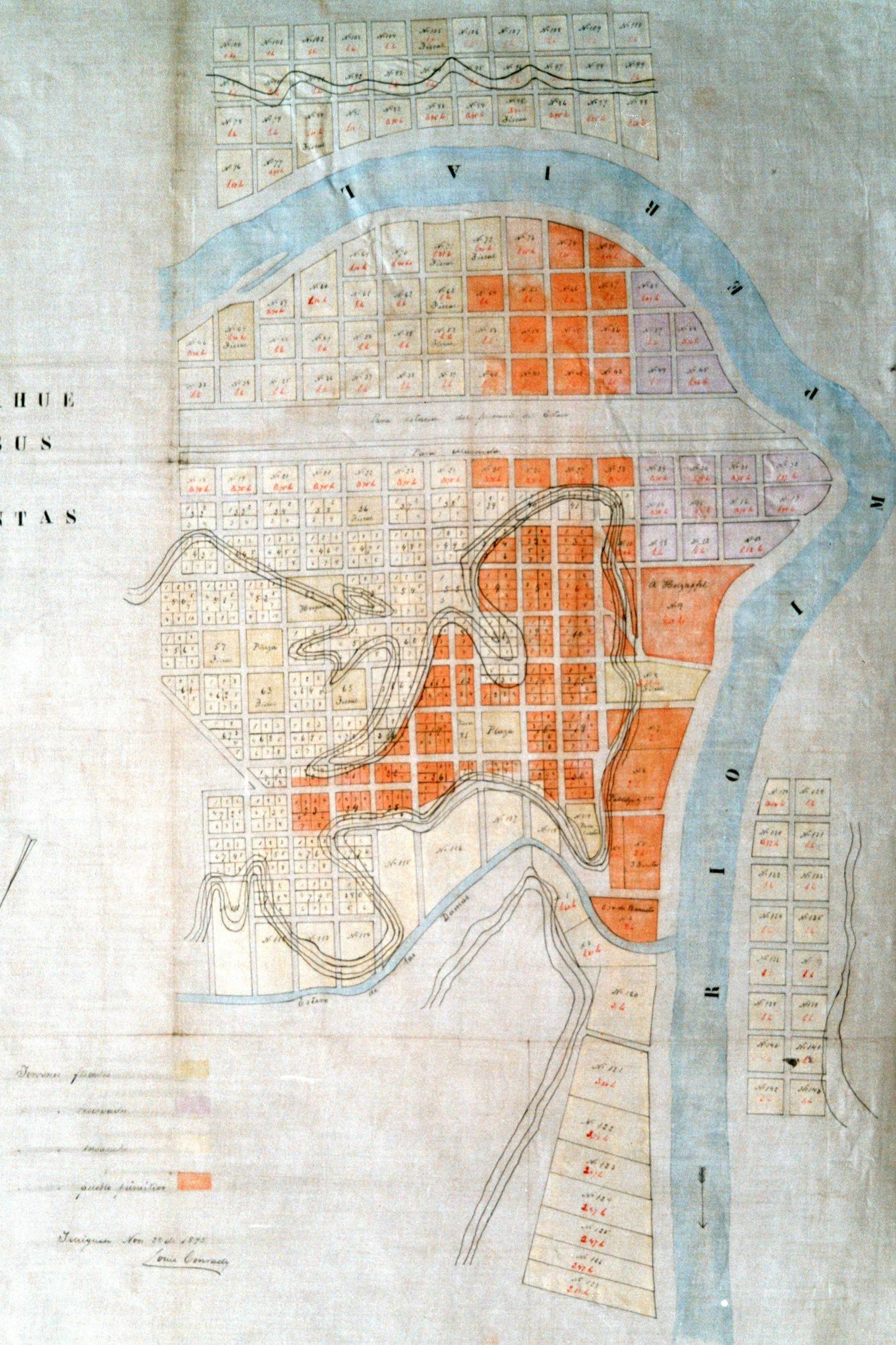
Mapa de la ciudad de Carahue, de 1895.

La ciudad fue fundada el 22 de febrero de 1882 por el general Gregorio Urrutia y por inistro de Guerra Carlos Castellon. 
Teodoro Schmidt, acompañó a la comitiva y relata: " el terreno mismo en que están las ruinas ( la imperial) no es una extensa llanada: es una meseta en forma de península, elevada a 100 metros sobre el nivel del río; ocupa así una superficie de 15 a 17 hectáreas. una franja de verde vega de 200 a 300 metros de ancho separa del terreno en que están las ruinas. El todo el resto del paisaje no se avistan sino serranías altas cubiertas de vírgenes bosques.El lado norte del recinto está limitado por el profundo cauce del estero Damas y cubierto por espesos bosques. La entrada es al oriente i apenas de 50 metros de ancho. Se ven allí ruinas de un fortín antiguo y fosos.un camino de cuatro varas de ancho artificialmente labrado de caracol, comunica al lado poniente con el río y antiguo puerto. Por las ruinas se ve que había calles de 10 varas de ancho i por todo 10 a 12 manzanas edificadas." 
El fuerte de Carahue tenía una superficie de 2500 m² y un foso de  5 metros de ancho y 5 metros de profundidad. Poseía 2 ranchos con techo de paja para alojar la tropa y guardar víveres. 
El destacamento eran 25 soldados de infantería, 5 de caballería y un oficial. 
el acta oficial n.º 28 del año  1882 dirigido al comandante del ejército y firmada por el teniente coronel  Alejandro Larenas, dice: "tengo el honor de poner en conocimiento de Ud., que el  22 de febrero del presente año se fundó el fuerte de carahue  en las ruinas de la antigua ciudad imperial" 
fundación comuna de Carahue: el 7 de septiembre de 1897 por decreto del presidente Federico Errázuriz, se le otorgó la calidad de comuna. 
fundación de la ciudad de Carahue: el plano definitivo de la ciudad de Carahue se aprobó el 3 de diciembre de 1895.

## Medio ambiente

### Geomorfología y componentes abióticos

Trazado simplificado de los ecosistemas y cuerpos de agua presentes en la comuna de Carahue.

La comuna de Carahue se encuentra emplazada en las unidades geomorfológicas de Cordillera de la costa, Planicie marina o fluviomarina y Llanos de sedimentación fluvial o aluvional; y presenta según la clasificación climática de Köppen clima mediterráneo de lluvia invernal (Csb) y clima mediterráneo de lluvia invernal e influencia costera (Csb (i)). Esta además se halla entre las cuencas hidrográficas de Costeras e Islas entre el Río Paicaví y la región del Biobío, Costeras Límite de la región y el Río Imperial, Río Budi, Río Imperial y Río Toltén. Además, la comuna posee diversos cuerpos de agua, entre los que se destacan la Laguna Trovolhue; y Río Colico, Río Damas, Río Imperial, Río Loncotripal, Río Moncul, Río Pantano Grande, Río Pellahuen, Río Puyanhue y Río Tirua.

### Componentes bióticos
Dentro del territorio de la comuna se pueden hallar los siguientes ecosistemas:
- Bosque caducifolio mediterráneo donde predominan Nothofagus obliqua y Persea lingue (en peligro crítico)
- Bosque caducifolio mediterráneo interior donde predominan Nothofagus obliqua y Cryptocarya alba (en peligro crítico)
- Bosque caducifolio templado costero donde predominan Nothofagus alpina y Persea lingue (en peligro)
- Bosque caducifolio templado donde predominan Nothofagus obliqua y Laurelia sempervirens (en peligro)
- Bosque mixto mediterráneo-templado costero donde predominan Nothofagus dombeyi y Nothofagus obliqua (en peligro crítico)

### Medidas de protección ambiental
Hasta 2022, la comuna de Carahue cuenta con las siguientes zonas que cuentan con algún nivel de protección ambiental:
- AAVC Villa Las Araucarias (Iniciativa de Conservación Privada)[12]
- Área Lafqunche (Sitios ERB)[13]
- Humedales de Moncul (Sitios ERB)[14]
- Humedales de Monkul (Sitio Ramsar)[15]
- Lago Budi (Sitios Ley 19.300)[16]
- Villa las Araucaria (Bien Nacional Protegido)[17]
- Villa Las Araucarias (Sitios ERB)[18]

## Demografía
La población de la comuna alcanza los 26.562 habitantes, donde el porcentaje de población rural alcanza el 54,87 % y la población urbana el 45,13 %. El porcentaje de población femenina es de 49,34 % y de población masculina 50,66 %. La densidad de población es de 19,2.
Dentro de la comuna se encuentra la ciudad de Carahue, Trovolhue, Tranapuente y Nehuentúe. Se encuentran en ellas más de 82 comunidades mapuches y lafquenches. La ciudad se encuentra aproximadamente a unos 56 km de Temuco, la capital regional.

## Administración

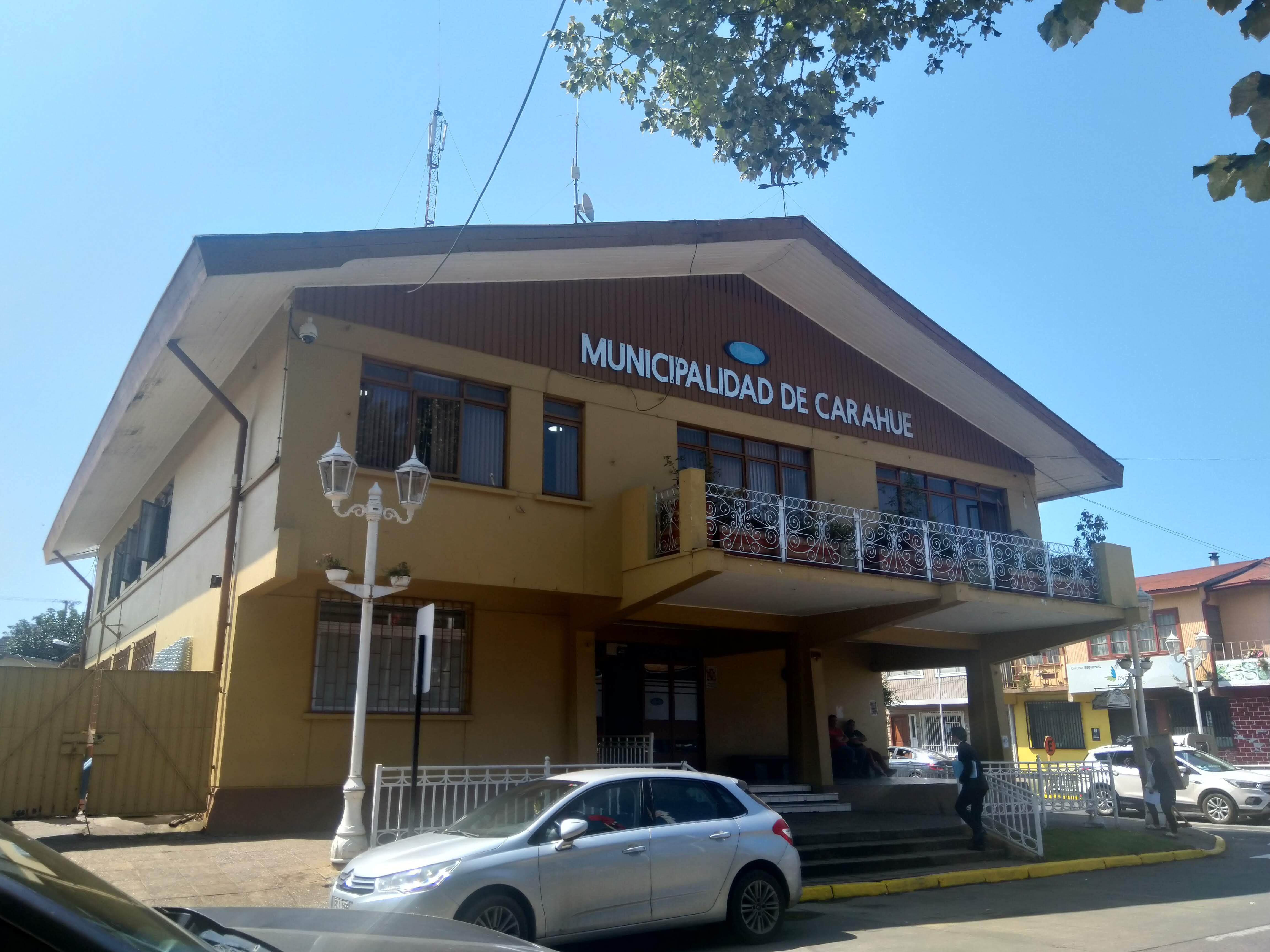
Casa consistorial de la I. Municipalidad de Carahue.

La comuna de Carahue es administrada por el alcalde Helmuth Martínez Llancapán  (Independiente) . 7.143 votos, quien asumió el cargo el 6 de diciembre de 2024. El Municipio de Carahue es gobernado por el alcalde y Concejo Municipal compuesto por 6 concejales, órgano colegiado electo democráticamente:
- Paola Retamal Arévalo Partido Demócrata Cristiano (DC)
- José Merino Yañez (PPD)
- Guido Tralma Huilipan (UDI)
- Emiliano Delgado Fuentes (Evópoli)
- David San Martin Burgos (RN)
- Graciela Quilapan Cheuque ( Independiente.

## Economía
Carahue tiene un territorio de 1.341 km² donde 0,15 % son de uso urbano e industrial, 34,91 % de uso agrícola, 39,11 % de bosques, 21,02 % de praderas y matorrales y 0,92 % sin vegetación. 
En 2018, la cantidad de empresas registradas en Carahue fue de 256. El Índice de Complejidad Económica (ECI) en el mismo año fue de -0,02, mientras que las actividades económicas con mayor índice de Ventaja Comparativa Revelada (RCA) fueron Construcción de Embarcaciones de Recreo y Deporte (164,84), Venta al por Mayor de Animales Vivos (90,17) y Venta al por Menor de Flores, Plantas, Árboles, Semillas y Abonos (82,99).

### Celebraciones
- Refundada el 22 de febrero de 1882 por el general Gregorio Urrutia.
- 21, 22 y 23 de febrero Feria Nacional de la Papa.

### Sitios de interés

#### Obispado de la Imperial
El Obispado de la Imperial fue creado el 22 de marzo de 1564 por orden del Papa Pío IV, transformándose en la segunda diócesis de Chile pero fue abandonada en el 1600 junto con el resto de la ciudad de La Imperial. Posteriormente misioneros franciscanos entre 1840 y 1851 realizaron misiones en la zona, descubrieron las antiguas ruinas de La Imperial y construyeron un nuevo templo, bajo el nombre de San Pablo, el cual fue terminado en 1931, reparado en 1960 debido al terremoto del mismo año y remodelado en los años 1998 y 2003.

#### Museo de la Edad de Vapor

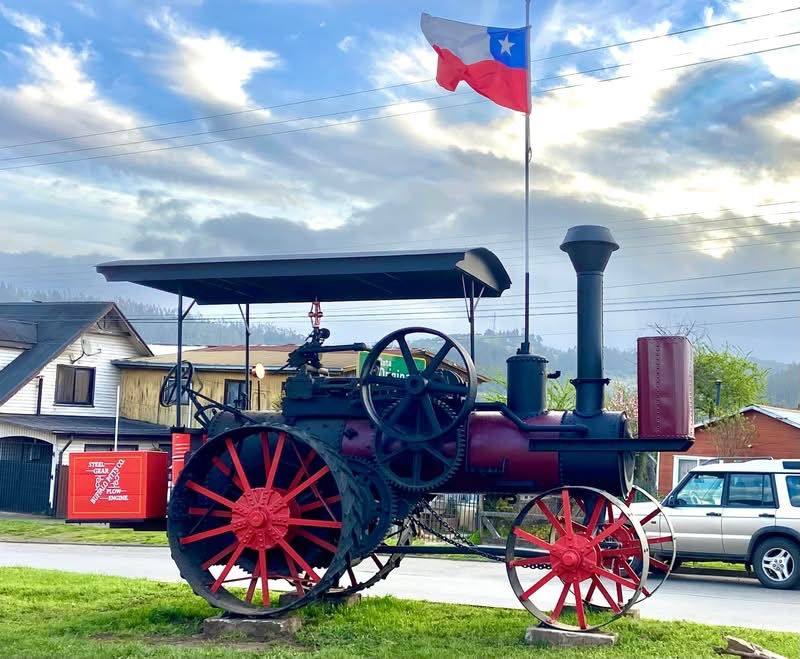
Antiguo locomóvil Marshall.

Creado en 1999 por una visionaria iniciativa del alcalde de la época, Ricardo Herrera Floody. Desde ese entonces, el museo - que es la mayor colección mundial de locomóviles -, se ha convertido en un nuevo símbolo de la ciudad. Su muestra está compuesta por más de 40 locomóviles distribuidos en Av. Ercilla y su plaza. Estos motores a vapor transportables –la mayoría de origen británico– se usaron como fuerza motriz en faenas agrícolas, industriales y forestales entre 1860 y 1930. Como parte del museo se están habilitando, junto al puente colgante Eduardo Frei Montalva, el Parque de las Máquinas y un Museo Ferroviario, que ya cuenta con seis vagones, tres grúas, fogoneras y dos locomotoras. Bajo la nueva administración, estos locomóviles fueron pintados, lo que causó mucha controversia en el ámbito local ya que, para algunos, al pintar los locomóviles se les restaba un importante valor histórico. 

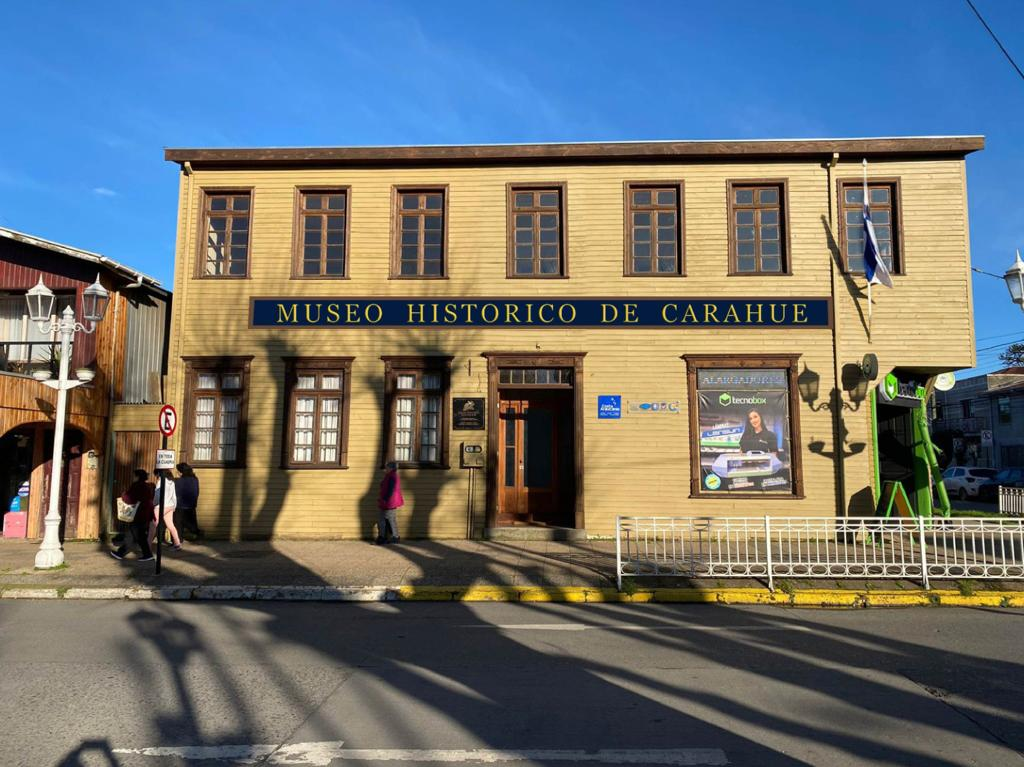

Al recorrer la ciudad se percibe una atmósfera de viejo puerto con antiguas bodegas, miradores, casas de comercio y una estación de tren cuyas líneas se extendían por el valle. Se conserva la boletería de ferrocarriles, hoy restaurada, que contendrá a futuro una muestra de antiguos objetos y fotografías de la zona.
Museo Histórico de Carahue

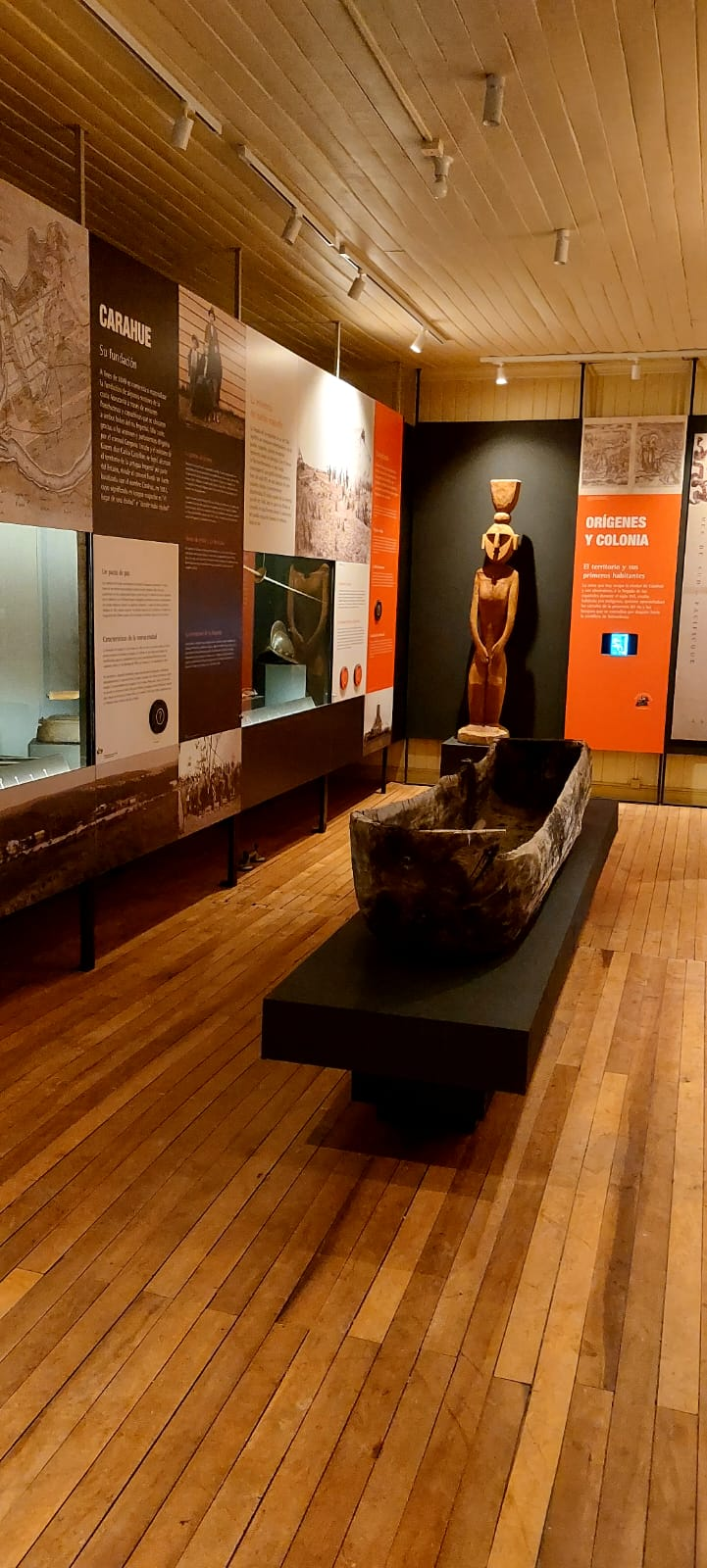

El 10 de noviembre de 2023, fue inaugurado el Museo histórico de Carahue, ubicado en Villagrán n.º 212.  

#### Plaza Chile
La Plaza Chile es el nombre la plaza de la ciudad donde se aprecia un odeón, popularmente conocido como kiosco, una hermosa fuente de agua inaugurada el 1 de enero de 2000 y bautizada como Fuente Milenium, además de dos antiguos locomóviles, una réplica en miniatura de la ciudad, unas casitas con conejos, para el deleite de los niños y una microarquitectura que le da un elegante aire de antigüedad a la plaza, convirtiéndola en una de la más bellas de Chile.

#### Puente Colgante Eduardo Frei Montalva y Museo de Trenes

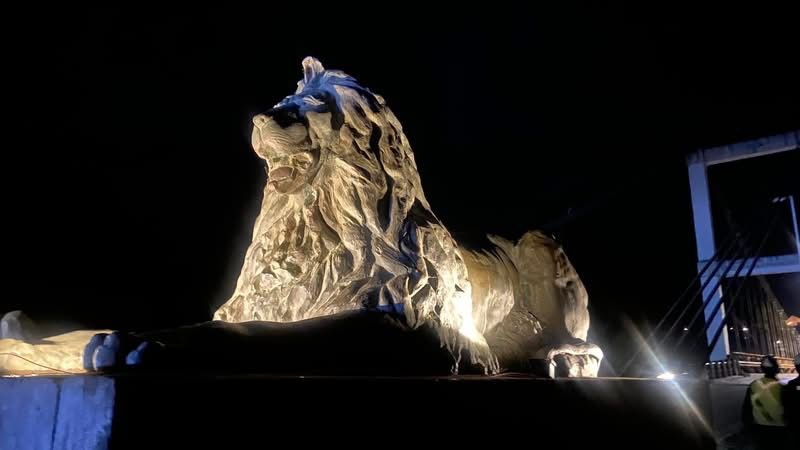
Fotografía Puente Colgante

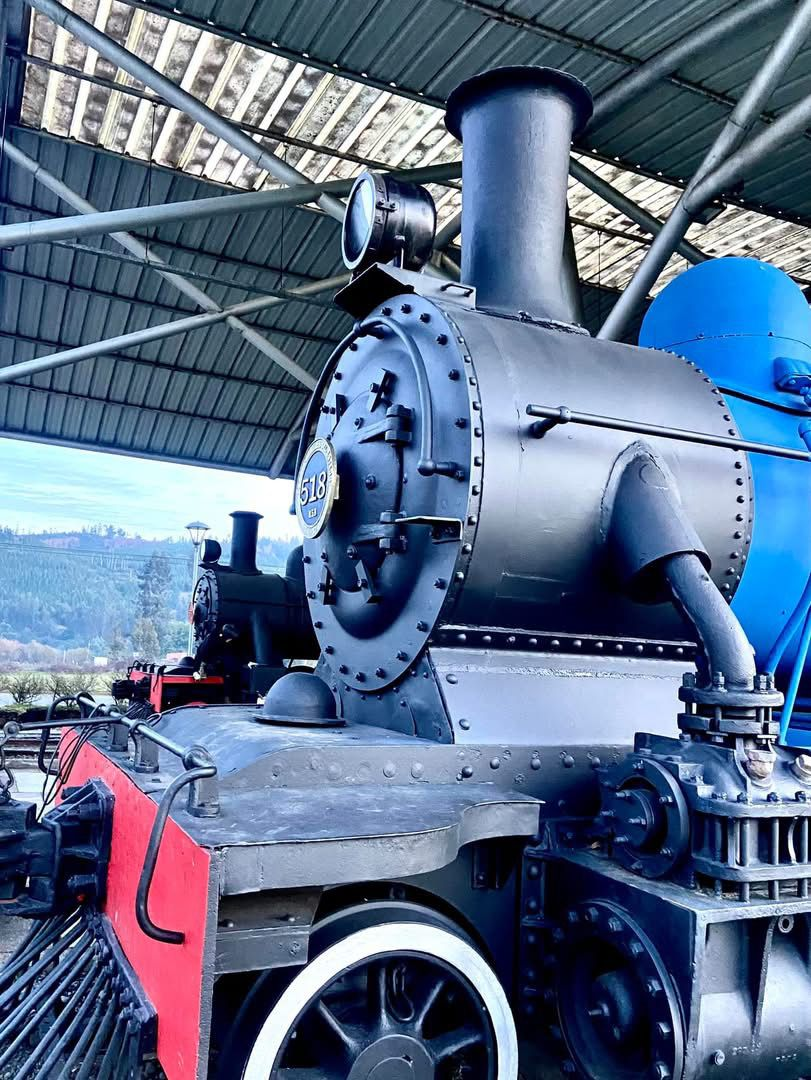

Uno de los atractivos de la ciudad es su puente colgante sobre el río Imperial, que se comenzó a construir en 1946 y se inauguró en 1949. El año 2000 con la presencia del entonces Presidente de Chile don Eduardo Frei Ruiz-Tagle y su alcalde Ricardo Herrera Floody, se bautizó al puente como Puente Presidente Eduardo Frei Montalva y se inauguraron 4 estatuas de grandes leones, los cuales están ubicados en ambos extremos del puente. Estas estatuas, que son las mayores piezas de cobre fundido en el mundo, representan las 4 virtudes cardinales: fortaleza, justicia, prudencia y templanza. Junto al puente, se encuentra el Museo de Trenes de Carahue. Fundado en 1999 por el alcalde Ricardo Herrera Floody, el museo ferroviario de la ciudad cuenta vagones, grúas, fogoneras y dos locomotoras a vapor, una de origen británico (North British, de 1908) y otra de origen alemán (Henschel, de 1912). El Museo es parte del diseño del ambicioso proyecto Parque de las Maquinas, junto al río Imperial

#### Ruta Costera
La comuna cuenta con una gran cantidad balnearios dada su limitancia con el Océano Pacífico, entre los que se pueden nombrar a varios, entre ellos está Moncul, Casa de Piedra, Hueñalihuén, Lobería, Los Obispos y Coi-Coi. Estos hermosos balnearios son visitados sobre todo en la época estival, con un peak de visitas en la segunda quincena de febrero.
Costa Araucanía

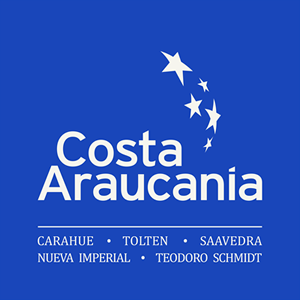
Asociación de Municipios Costa Araucanía

Desde el 27 de noviembre de 2014, las comunas de Carahue, Saavedra, Nueva Imperial, Teodoro Schmidt y Toltén, formaron la Asociación de Municipios Costa Araucanía (AMCA) con el propósito de trabajar mancomunadamente, aumentar la inversión pública y privada y promover una identidad a territorial común. La sede Amca se ubica en Villagrán n.º 212, Carahue.
Con fecha 19 de octubre de 2016 la Asociación logró que se decretara el territorio de Costa Araucanía como Zona de Rezago mediante decreto supremo.
La directiva de AMCA está conformada actualmente por Baldomero Santos Vidal: presidente, César Sepúlveda Huerta: vicepresidente, Helmut Martínez Llancapan: secretario, Ricardo Tripainao Calfulaf: tesorero, y Guillermo Martínez Soto: director.
Su secretario ejecutivo es el abogado Ricardo Herrera Floody.

## Medios de comunicación

### Radioemisoras

#### FM
- 95.3 Radio Ángel
- 98.9 Radio Las Colinas
- 104.3 Radio Génesis
- 107.7 La Voz FM